# Mesa Geitonia
Mesa Geitonia (em grego:  Μέσα Γειτονιά) é uma cidade localizada no distrito de Limassol, com população de 13,565 habitantes pelo census de 2011.